# Пугачовський район
Пугачовський район (рос. Пугачёвский район — муніципальне утворення в Саратовській області. Адміністративний центр району — місто Пугачов. Населення району — 59 8621 чол.

## Географія
Район розташований в північній частині Лівобережжя, в середній течії річки Великий Іргиз, на Сиртовій рівнині, в степовій зоні.
Поверхня більшої частини району плоска, тільки в правобережжі річки Великий Іргиз рельєф ускладнюється легкими увалами відрогів Кам'яного Сирту.
Територія району — 3,8 тис. Км ². Протяжність автодоріг загального користування з твердим покриттям — 420,8 км.

## Історія
Район утворений 23 липня 1928 року в складі Пугачовського округу Нижньо-Волзького краю. До нього увійшла територія скасованого Пугачовського повіту Самарської губернії.
З 1934 року район в складі Саратовського краю, з 1936 року — в складі Саратовської області.
В 1944 році Пугачов віднесений до категорії міст обласного підпорядкування.
19 травня 1960 року до складу району включена територія скасованого Клинцівського району.
С 1 січня 2005 року місто Пугачов і район об'єднані у муніципальне утворення Пугачовський муніципальний район.

## Економіка
Район з розвиненим промисловим та сільськогосподарським виробництвом. Промисловість представлена машинобудівним, цегельним, двома комбікормовими заводами, заводом ЗБВ, молочним заводом, меблевою фабрикою і борошномельним заводами, м'ясокомбінатом.
В районі один з найбільших в області щебеневих кар'єрів (селище Заволжське).
Сільськогосподарська спеціалізація району — зерно-олійно-тваринницька. Одна з провідних житниць області.

## Пам'ятки
Багато поселень в районі засновані при Катерині II які тікали з Польщі як переселенці-розкольники.
В Верхньо-Преображенському монастирі знаходиться пансіонат санаторного лікування нервових захворювань «Пугачовськ». В Микільському монастирі — психіатрична лікарня.
Річка Великий Іргиз з її заплавними лісами створюють живописні пейзажі, а в поєднанні з сухим степовим повітрям сприяють ефективному оздоровчому відпочинку.

## Відомі особистості
В районі народився:
- Збандут Юлій Федорович (1942-2011) — український майстер з виготовлення народних музичних інструментів, композитор (село Камелик).